# بيتر أدير
بيتر أدير (بالإنجليزية: Peter Adair)‏ هو صانع أفلام وثائقية أمريكي، ولد في 22 نوفمبر 1943، وتوفي في 27 يونيو 1996.

## وصلات خارجية
- بيتر أدير على موقع IMDb (الإنجليزية)